# Los Angeles Galaxy 1999
Questa voce raccoglie le informazioni riguardanti il Los Angeles Galaxy nelle competizioni ufficiali della stagione 1999.

## Stagione
Nella quarta stagione di attività sportiva, i Galaxy si piazzano al secondo posto nella fase regolare del torneo, approdando alla fase finale come una tra le favorite per la vittoria finale e venendo battuta in semifinale dal Chicago Fire.

## Organico
Di seguito la rosa aggiornata al 26 marzo 1999.

### Rosa 1999
| N. |                        | Ruolo | Calciatore              |
| -- | ---------------------- | ----- | ----------------------- |
| 2  | Stati Uniti (bandiera) | D     | Danny Pena              |
| 3  | Stati Uniti (bandiera) | D     | Zak Ibsen               |
| 4  | Stati Uniti (bandiera) | D     | Robin Fraser (capitano) |
| 5  | Guatemala (bandiera)   | C     | Martín Machón           |
| 6  | Stati Uniti (bandiera) | D     | Dan Calichman           |
| 7  | Messico (bandiera)     | A     | Carlos Hermosillo       |
| 8  | Stati Uniti (bandiera) | A     | Jose Botello            |
| 10 | El Salvador (bandiera) | C     | Mauricio Cienfuegos     |
| 13 | Stati Uniti (bandiera) | A     | Cobi Jones              |
| 18 | Stati Uniti (bandiera) | D     | Greg Vanney             |
| 20 | Stati Uniti (bandiera) | D     | Paul Caligiuri          |
|    | Stati Uniti (bandiera) | A     | Seth Jorge              |

| N. |                                      | Ruolo | Calciatore       |
| -- | ------------------------------------ | ----- | ---------------- |
|    | Stati Uniti (bandiera)               | C     | Clint Mathis     |
|    | Stati Uniti (bandiera)               | P     | Matt Reis        |
|    | Stati Uniti (bandiera)               | D     | DaMarcus Beasley |
|    | Stati Uniti (bandiera)               | D     | Steve Jolley     |
|    | Stati Uniti (bandiera)               | C     | Joe Franchino    |
|    | Stati Uniti (bandiera)               | C     | Lawrence Lozzano |
|    | Brasile (bandiera)                   | A     | Wélton           |
|    | Stati Uniti (bandiera)               | P     | Kevin Hartman    |
|    | Saint Vincent e Grenadine (bandiera) | D     | Ezra Hendrickson |
|    | El Salvador (bandiera)               | C     | Marvin Quijano   |
|    | Stati Uniti (bandiera)               | C     | Roy Myers        |
|    | Stati Uniti (bandiera)               | c     | Daniel Hernández |